# Rue du Val-de-Grâce
La rue du Val-de-Grâce est une voie du 5e arrondissement de Paris située dans le quartier du Val-de-Grâce.

## Situation et accès
La rue du Val-de-Grâce est desservie à proximité par la ligne B du RER à la gare de Port-Royal et à la gare du Luxembourg.

## Origine du nom
Cette rue est dénommée d'après l'église du Val-de-Grâce, face à laquelle elle débute.

## Historique
En 1790, la communauté des Carmélites est dissoute. Le couvent des Carmélites du faubourg Saint-Jacques, situé rue d'Enfer (actuelle rue Henri-Barbusse), est vendu comme bien national le 8 thermidor an V (26 juillet 1797), l'acquéreur s'engageant à ouvrir plusieurs voies, notamment une voie entre la rue Saint-Jacques et la rue d'Enfer. 
À l'est de la rue d'Enfer, l'enclos des Chartreux est vendu le 21 messidor an VI. Il est prévu de continuer la voie jusqu'à la rue de l'Est nouvellement créée (actuel boulevard Saint-Michel).
Les travaux de percement de la rue commencent quelques années après. Une décision du 18 brumaire an XIV (9 novembre 1805) fixe la largeur de la rue à 10 m.
La rue est réalisée sur l'emplacement des anciennes propriétés religieuses, mais la propriété des Carmélites n'allait pas jusqu'à la rue Saint-Jacques.
Le 14 août 1811, un décret ordonne l'acquisition pour cause d'utilité publique d'une propriété située sur la rue Saint-Jacques. La maison est démolie, mais à cet endroit la rue n'atteint pas la largeur de 10 m fixée en 1805,.
La rue Pierre-Nicole, qui traverse la rue du Val-de-Grâce, n'est réalisée qu'en 1864 pour sa partie sud et en 1908 pour sa partie nord.
Au XXe siècle[Quand ?], l'aménagement de la place Alphonse-Laveran devant la cour de l'église du Val-de-Grâce entraîne la destruction des maisons situées au débouché de la rue Saint-Jacques.

## Bâtiments remarquables et lieux de mémoire
- Le hôpital d'instruction des armées du Val-de-Grâce et de l'église du Val-de-Grâce.
- Le jardin Marco-Polo du jardin de l'Observatoire de Paris auquel elle aboutit.
- No 6 : ancien hôtel particulier de Mlle de la Vallière, rez-de-chaussée habité en 1891 par la femme de lettres Marie-Louise Gagneur (née Mignerot), qui y est décédée le 17 février 1902, et sa fille Marguerite Gagneur, sculptrice sous le nom de Syamour, jusqu'en 1911 ; Alfons Mucha y avait aussi son atelier, ainsi que Hilaire Hiler jusqu'en 1934. L'artiste Daniel Louradour y a aussi vécu. Le réalisateur Henri Diamant-Berger (1895-1972) y a vécu et y est mort.
- Nos 7 et 9 : jardin. Le peintre Guillaume Fouace vécut au n°9 de 1887 à sa mort en 1895[6]. Dans l'entre-deux-guerres, le local de la bibliothèque russe Tourguenev se trouve au no 9[7].
- No 18 : ancien emplacement de l'Académie de la Palette.

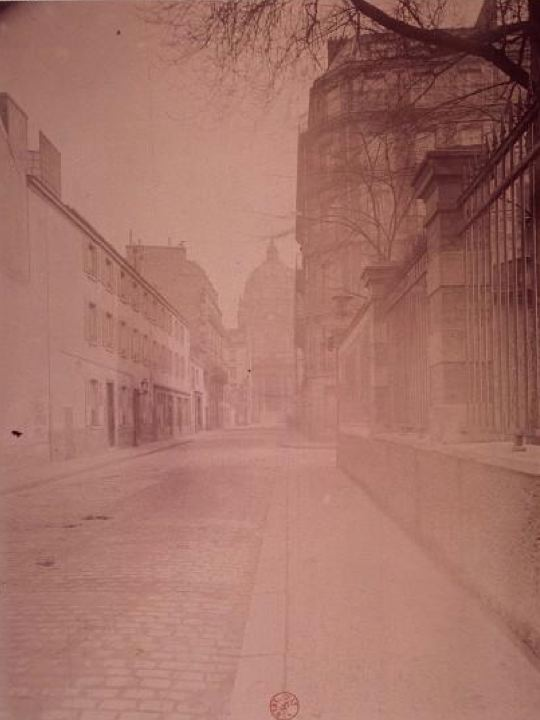
Vue de la rue en 1900 (photo d'Eugène Atget).
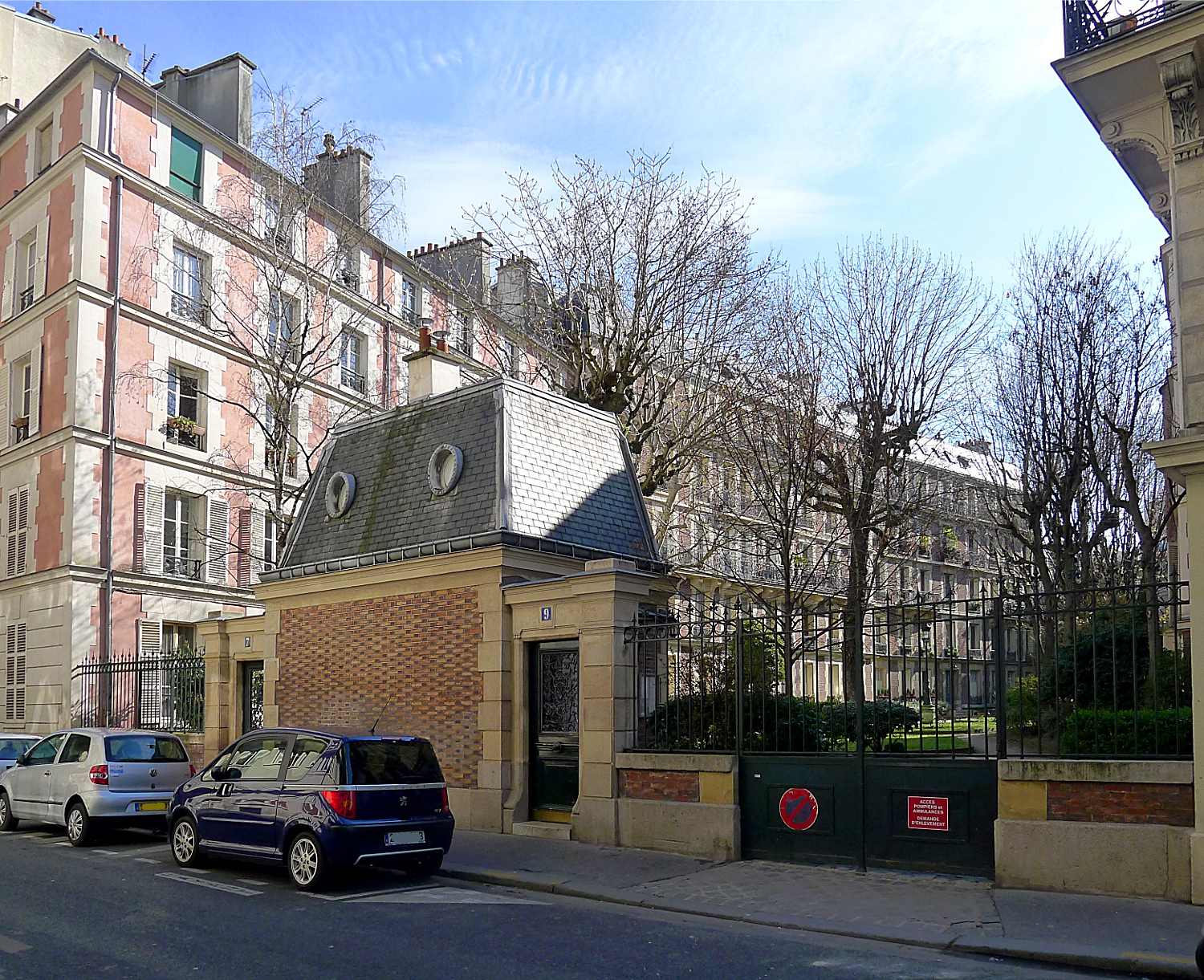
Le jardin particulier du no 9.
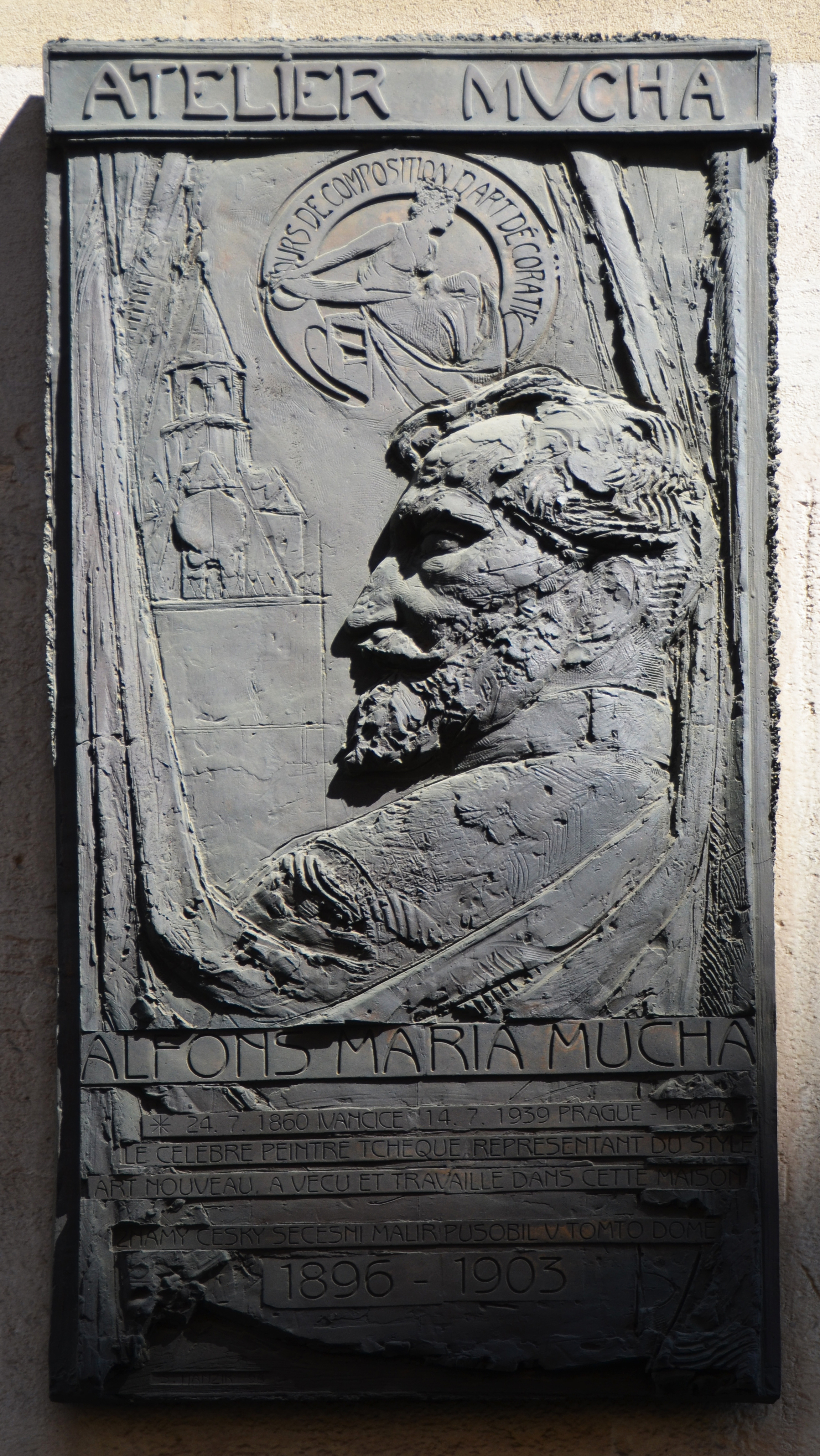
Plaque au no 6.
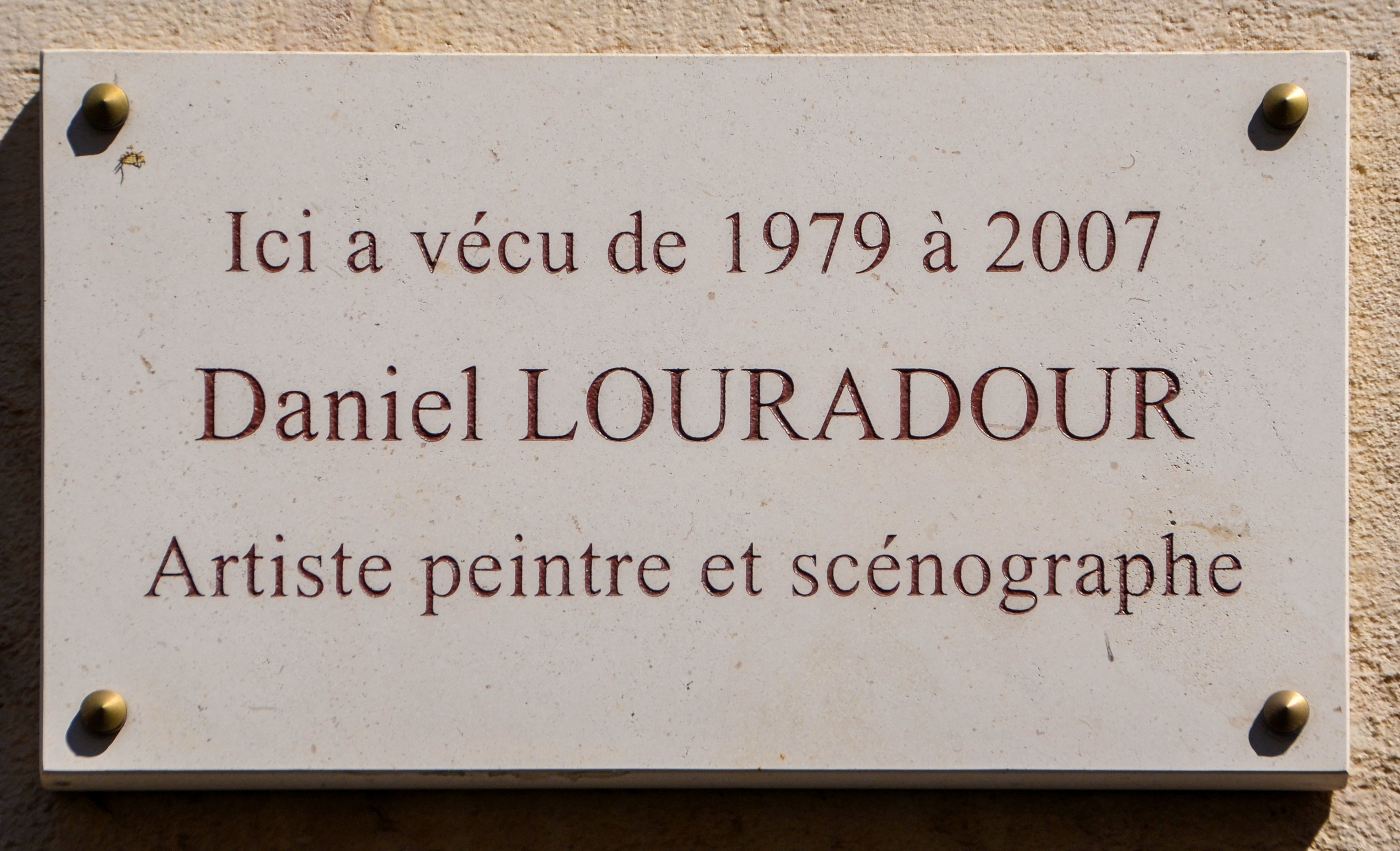
Plaque au no 6.

Jardin des numéros 7 et 9
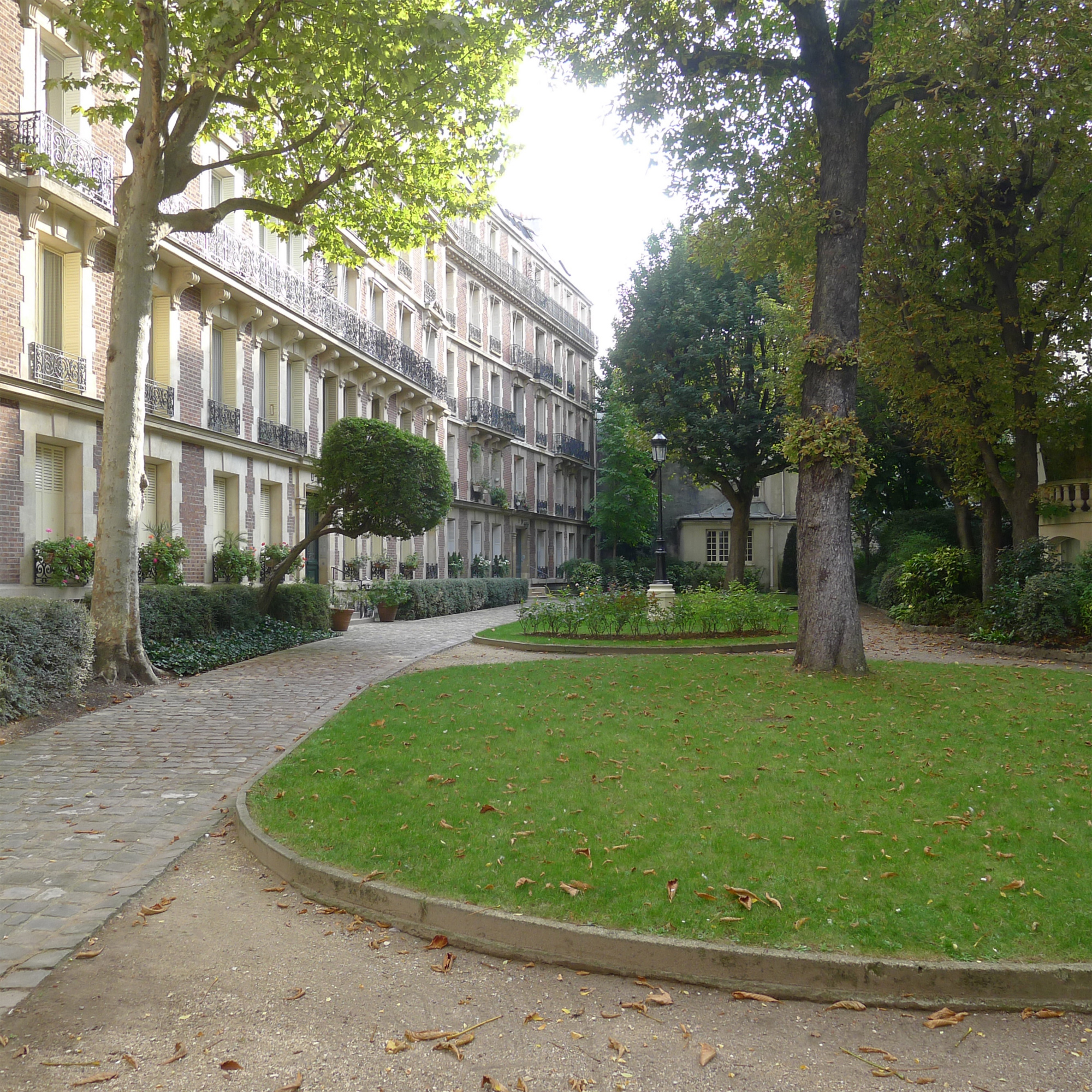
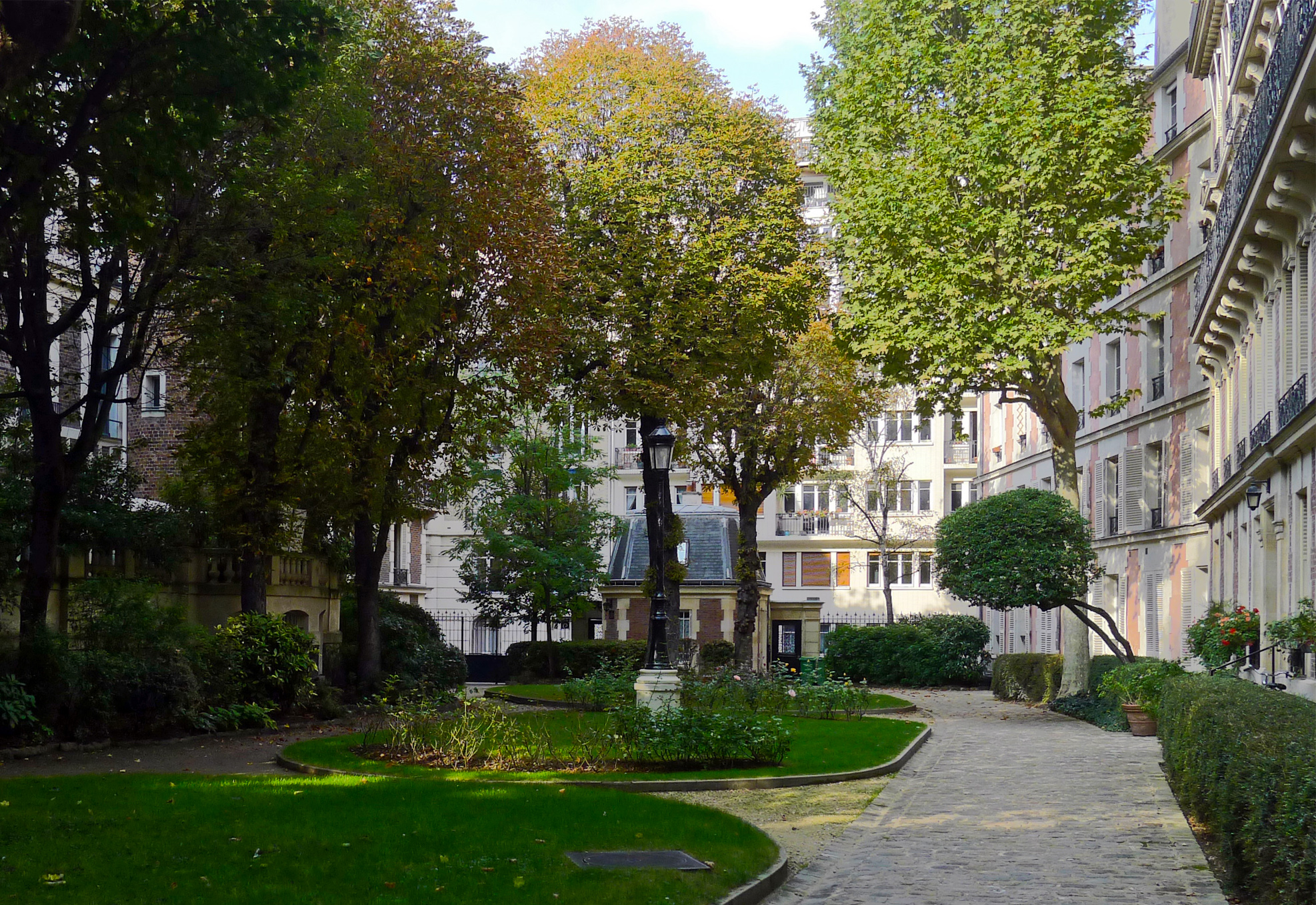
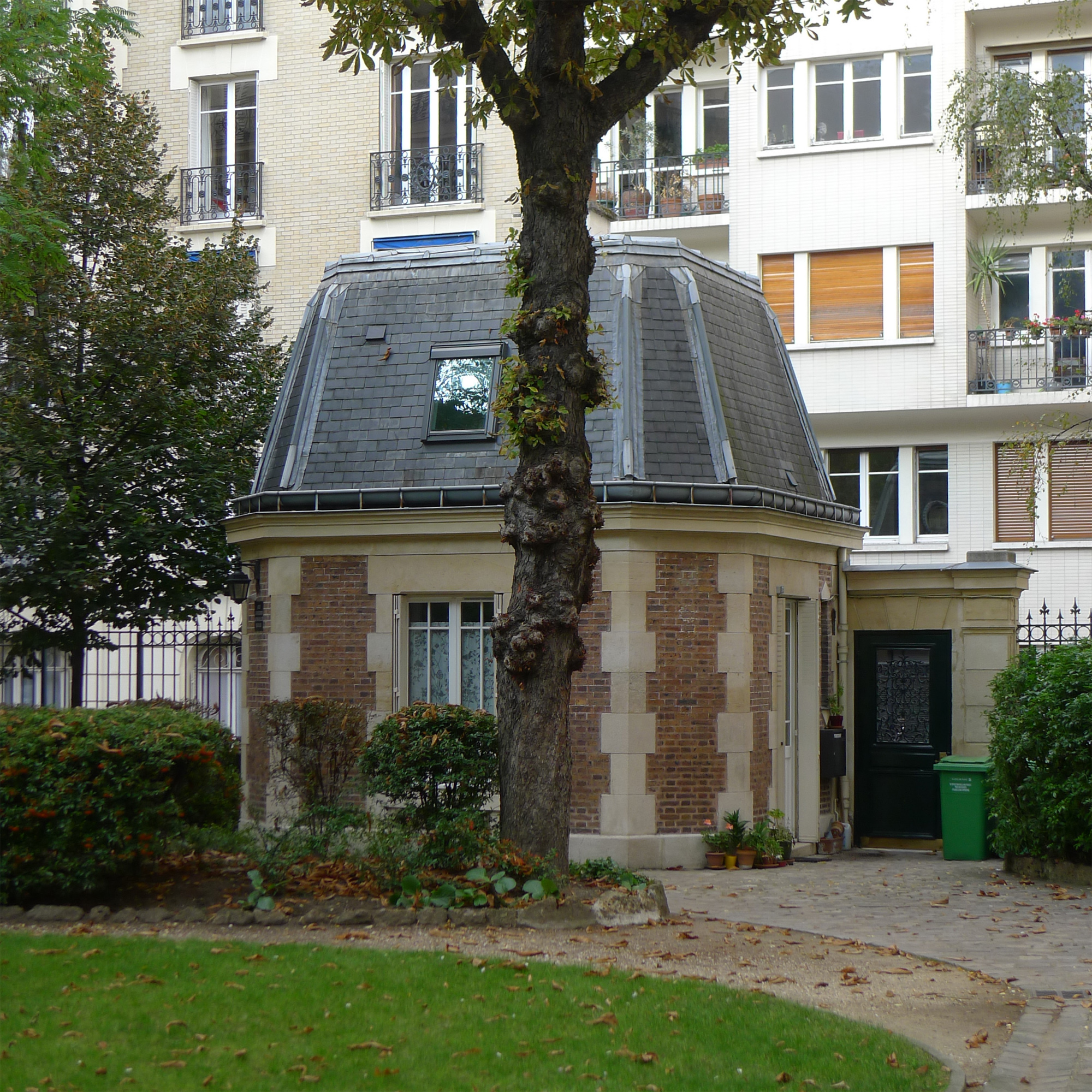
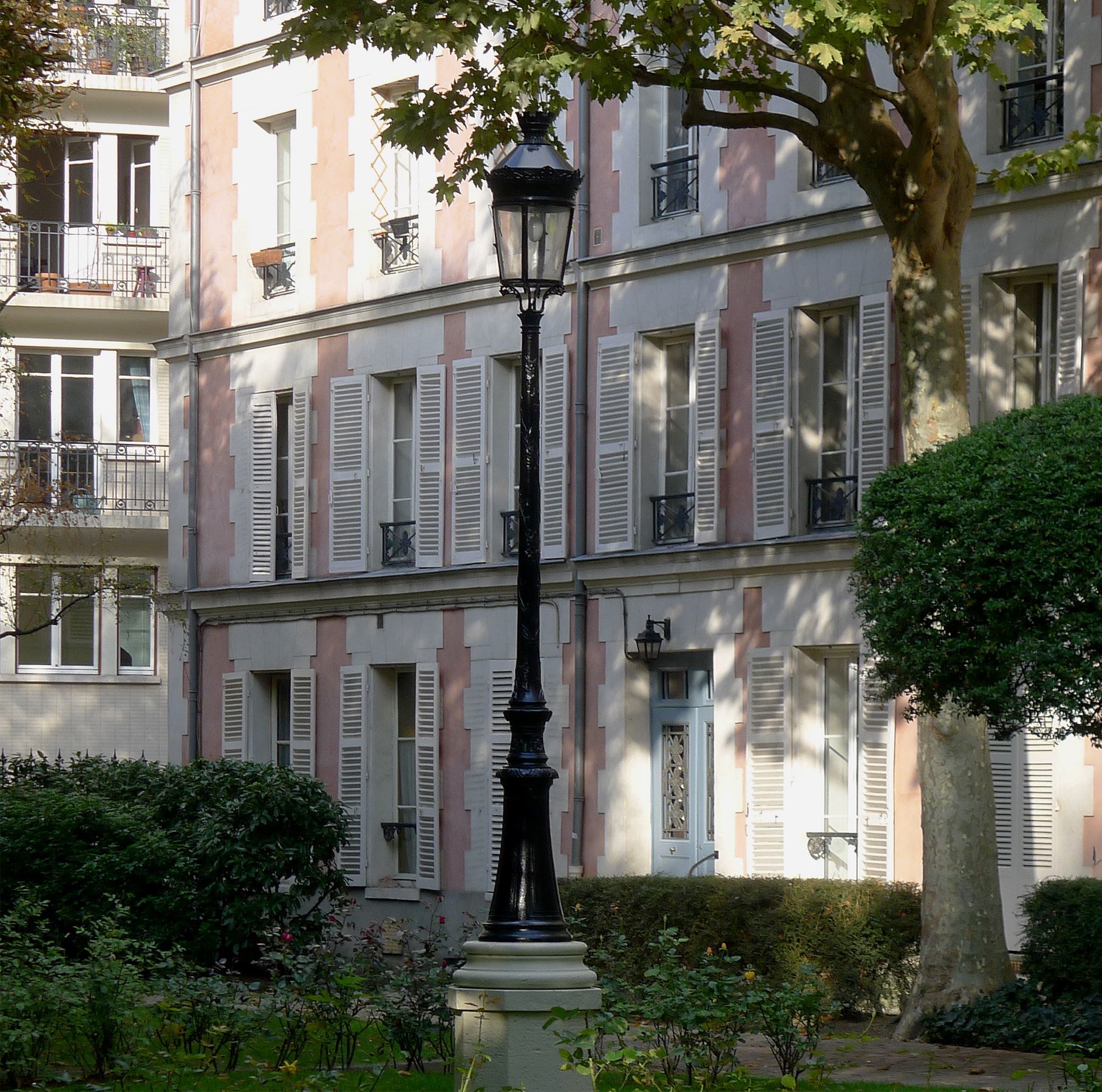
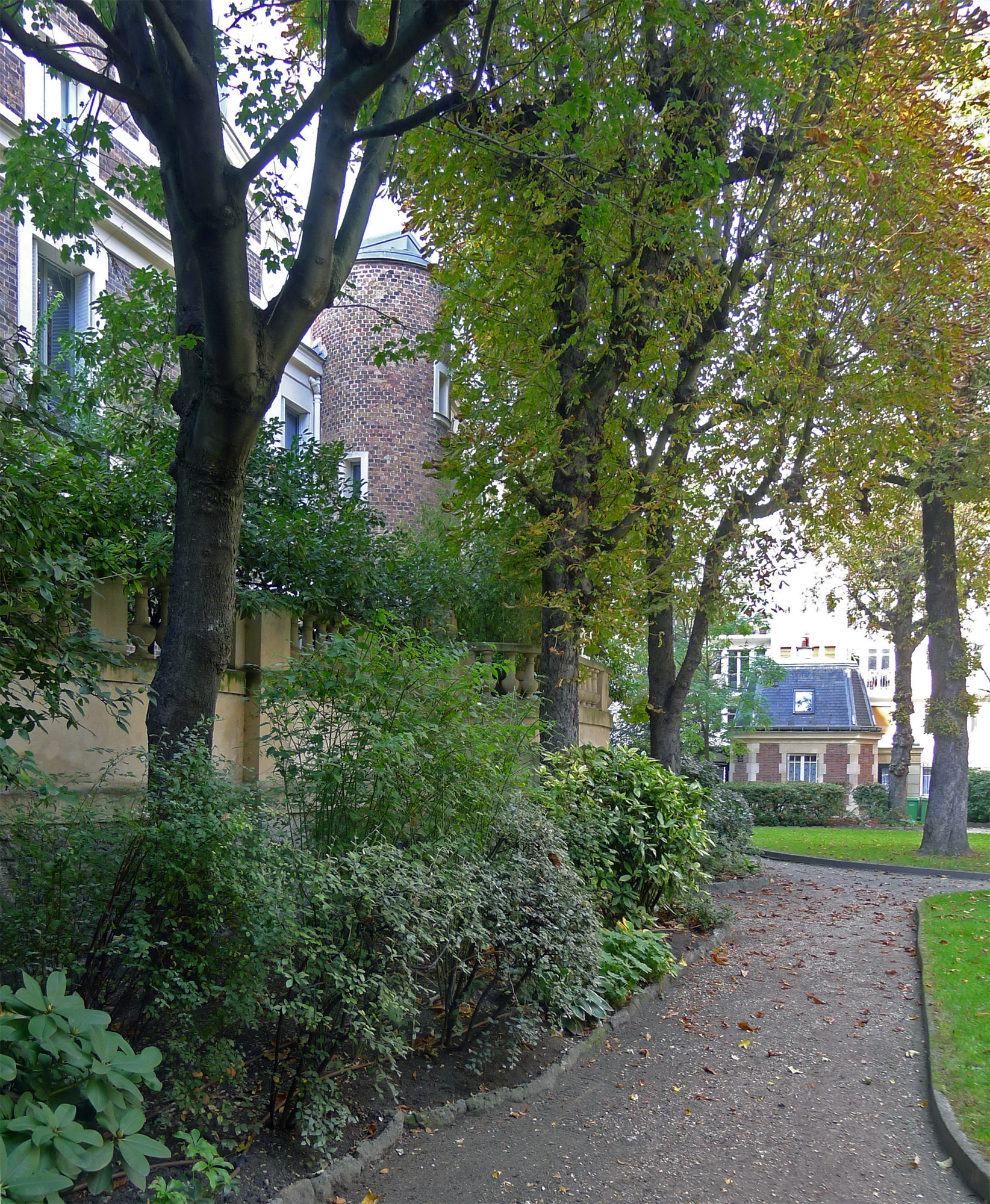